# SuperPower 3
SuperPower 3 — компьютерная игра в жанре глобальной стратегии в реальном времени. Является продолжением серии игр SuperPower, разработкой занимается канадская студия Golem Labs, издателем выступила компания THQ Nordic. Была анонсирована 17 сентября 2021 года, выход игры состоялся 7 октября 2022 года.
Игроку даётся возможность создать своего правителя и возглавить любую из 194 существующих в реальном мире стран с возможностью управлять тремя основными аспектами: Политикой, Армией и Экономикой.

## Особенности игры
Из ключевых особенностей серии игр выделяется соответствие реальному миру, возможность многопользовательской игры, поддержка пользовательских модификаций, ручное управление основными аспектами государства, будь-то:
- общая политика государства и некоторые её законы (миграция, аборты, ЛГБТ, доступность контрацепции и т.д.)
- продвинутый конструктор военной техники
- контроль над импортом/экспортом различных товаров, налогами
- создание и использование ядерного оружия, собственной системы ПРО

## Отзывы
В течение нескольких дней после выхода игры пользователи сервиса Steam, купившие игру, высказывались крайне негативно. Из более 700 оценок, положительными оказались всего 8%.
Среди минусов отмечалась плохая оптимизация, перегруженный интерфейс, отсутствие контента и множество багов. В пример приводилась прошлая игра студии Golem Labs – The Guild 3, которая на выходе так же была "сырой".
Космен Василь (Softpedia) даёт в основном положительную оценку, отмечая исключительный размах и подробность симуляции (хотя внутренняя политика в игре представлена слабо), позволяющие проигрывать огромное разнообразие безумных сценариев на реалистичных данных; в целом игра, на его взгляд, выглядит неплохо, несмотря на отдельные недостатки интерфейса и ограниченный саундтрек, а одной из основных проблем является необходимость потратить много времени и терпения на изучение игровых механик и заложенных в игру данных.